# Paul Littlewood
Paul Edwin Littlewood (ur. 18 stycznia 1956 w Skegness) – angielski szachista, mistrz międzynarodowy od 1980 roku.

## Kariera szachowa
Dwukrotnie zdobył tytuły mistrza Wielkiej Brytanii juniorów, w latach 1972 (w kategorii do 18 lat) oraz 1975 (do 20 lat). W 1973 r. zajął II m. w międzynarodowych mistrzostwach Republiki Federalnej Niemiec juniorów do 18 lat, rozegranych w Bambergu. Na przełomie 1975 i 1976 r. wystąpił w Groningen w mistrzostwach Europy juniorów do 20 lat, zajmując VII miejsce. W 1977 r. zdobył w Meksyku brązowy medal drużynowych mistrzostw świata studentów. W 1978 r. podzielił II m. (za Axelem Ornsteinem, wspólnie z Margeirem Peturssonem) w Oslo oraz zwyciężył (wspólnie z m.in. Yrjö Rantanenem) w Londynie, w 1979 r. zajął I m. w Londynie, natomiast w 1980 r. zdobył w Skarze brązowy medal drużynowych mistrzostw Europy. W 1981 r. odniósł największy indywidualny sukces w karierze, zdobywając w Morecambe tytuł mistrza Wielkiej Brytanii. W 1983 r. po raz drugi w karierze reprezentował Anglię na drużynowych mistrzostwach Europy, rozegranych w Płowdiwie (IV m.), natomiast w 1984 r. zajął III m. (za Darrylem Johansenem i Peterem Large'em) w turnieju P&D Knights w Londynie.
Najwyższy ranking w karierze osiągnął 1 lipca 1986 r., z wynikiem 2470 punktów zajmował wówczas 12. miejsce wśród angielskich szachistów.
W 2004 r. wydał książkę poświęconą szachowej taktyce pod tytułem Chess Tactics (wyd. Batsford Chess, ISBN 0-7134-8934-0).